# Wang Shin-Yuan
Wang Shin-yuan (王信淵) est un haltérophile taïwanais né le 23 juin 1976. Il pratiquait dans la catégorie des 56 kg.
Aux mondiaux d'haltérophilie de 2005 à Doha, il gagne 2 médailles d'or, une en epaulé-jeté et l'autre en arraché.

## Biographie

### Parcours
Avant de prendre sa retraite, il a établi un record de 12 championnats consécutifs dans les jeux interrégionaux et nationaux. Il a remporté entre autres, la médaille de bronze et deux médailles d'argent, en 56 kg aux Championnats du monde d'haltérophilie 2001 en Turquie, ainsi que la médaille d'argent, aux Championnats du monde qui ont eu lieu en Pologne en 2002.

### Résultats et palmarès
| Date | Compétition           | Pays                   | Discipline                  | Position | Médaille                  |
| ---- | --------------------- | ---------------------- | --------------------------- | -------- | ------------------------- |
| 2008 | Jeux olympiques       | Chine                  | - 56 kg Hommes              | 7ème     | —                         |
| 2006 | Championnats du monde | République Dominicaine | - 56 kg Homme - Épaulé-jeté | 6ème     | —                         |
| 2006 | Championnats du monde | République Dominicaine | - 56 kg Homme - Arraché     | 5ème     | —                         |
| 2006 | Championnats du monde | République Dominicaine | - 56 kg Homme - Poids total | 5ème     | —                         |
| 2005 | Championnats du monde | Qatar                  | - 56 kg Homme - Épaulé-jeté | 1er      | Médaille d'or, monde      |
| 2005 | Championnats du monde | Qatar                  | - 56 kg Homme - Arraché     | 3ème     | Médaille de bronze, monde |
| 2005 | Championnats du monde | Qatar                  | - 56 kg Homme - Poids total | 1er      | Médaille d'or, monde      |
| 2003 | Championnats du monde | Canada                 | - 56 kg Homme - Épaulé-jeté | 2ème     | Médaille d'argent, monde  |
| 2003 | Championnats du monde | Canada                 | - 56 kg Homme - Arraché     | 7ème     | —                         |
| 2003 | Championnats du monde | Canada                 | - 56 kg Homme - Poids total | 5ème     | —                         |
| 2002 | Championnats du monde | Pologne                | - 56 kg Homme - Épaulé-jeté | 2ème     | Médaille d'argent, monde  |
| 2002 | Championnats du monde | Pologne                | - 56 kg Homme - Arraché     | 6ème     | —                         |
| 2002 | Championnats du monde | Pologne                | - 56 kg Homme - Poids total | 4ème     | —                         |
| 2001 | Championnats du monde | Turquie                | - 56 kg Homme - Épaulé-jeté | 2ème     | Médaille d'argent, monde  |
| 2001 | Championnats du monde | Turquie                | - 56 kg Homme - Arraché     | 3ème     | Médaille de bronze, Asie  |
| 2001 | Championnats du monde | Turquie                | - 56 kg Homme - Poids total | 2ème     | Médaille d'argent, Asie   |
| 1999 | Championnats du monde | Grèce                  | - 56 kg Homme - Épaulé-jeté | 2ème     | Médaille d'argent, monde  |
| 1999 | Championnats du monde | Grèce                  | - 56 kg Homme - Arraché     | 4ème     | —                         |
| 1999 | Championnats du monde | Grèce                  | - 56 kg Homme - Poids total | 3ème     | Médaille de bronze, monde |